# Encheloclarias prolatus
Encheloclarias prolatus és una espècie de peix de la família dels clàrids i de l'ordre dels siluriformes.

## Morfologia
Els mascles poden assolir els 8,6 cm de llargària total.

## Distribució geogràfica
Es troba a l'oest de Sarawak (Borneo, Malàisia).